# Schaumburgergrund
Der Schaumburgergrund  war bis 1850 eine eigenständige Gemeinde und ist heute ein Stadtteil Wiens im 4. Wiener Gemeindebezirk Wieden.

## Geographie
Die Grenzen des ehemaligen Schaumburgergrunds erstrecken sich heute von der Favoritenstraße über die Rainergasse zur Schaumburgergasse, von dort aus zur Wiedner Hauptstraße, über die Schönburgstraße wieder hinauf zur Rainergasse, weiter hinauf zum Gürtel über die Johann-Strauß-Gasse und über die Schelleingasse. Der Wiedner Gürtel trifft schließlich wieder auf die Favoritenstraße.
Der Schaumburgergrund ist Namensgeber des gleichnamigen, sechs Zählsprengel umfassenden Zählbezirks des Gemeindebezirks.
Von der Stadt Wien ist eine bauliche Schutzzone Schaumburgergrund definiert, die vor allem den Bereich des Palais Schönburg beinhaltet, aber auch einige gründerzeitliche Häuser an der Favoritenstraße, der Schönburgstraße und der Schaumburgergasse umfasst.

## Geschichte

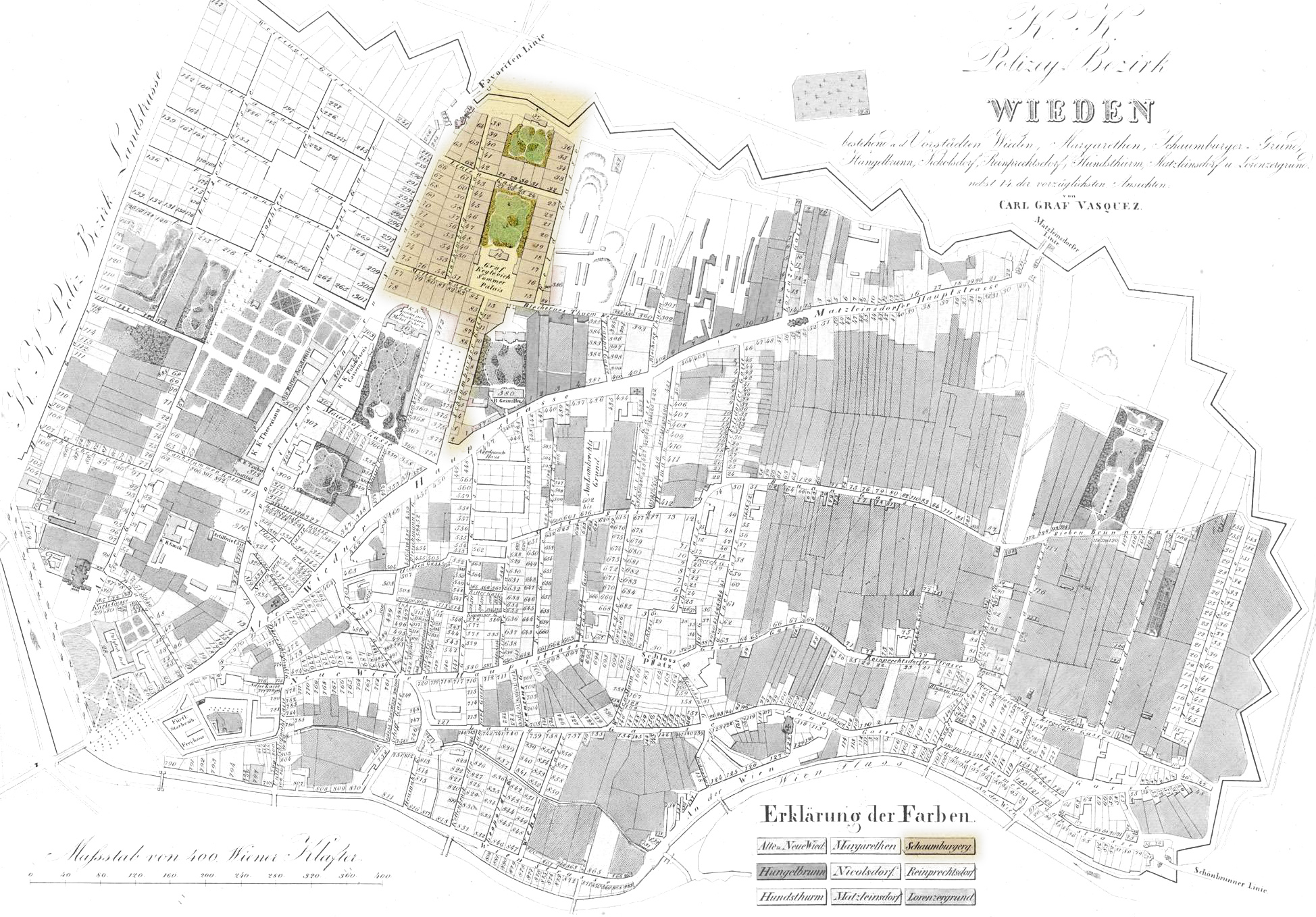
Schaumburgergrund um 1830

Die Gegend rund um den Schaumburgergrund hieß ursprünglich Am praiten Anger und Am Silbereck. Der Finanzfachmann Gundaker Thomas Starhemberg kaufte von 1700 bis 1711 in der Wieden 38 Grundstücke. Er ließ darauf 1705–1706 nach Entwürfen von Johann Lucas von Hildebrandt das Palais Schönburg in der (heutigen) Rainergasse 11 und einen prachtvollen Garten errichten. 1711 kaufte er weitere Gründe, die zuvor zum Schloss Favorita gehört hatten. Der gesamte Komplex wurde 1716 von Kaiser Karl VI. zu einem Freihof erhoben. Dieser erhielt den Namen Schaumburgergrund nach den verballhornten Namen der früheren Besitzer der Gründe, den 1559 ausgestorbenen Grafen von Schaunberg.
Der Offizier Anton Gundacker von Starhemberg verkaufte 1811 das Palais und ein Drittel des Gartens. Die verbleibenden zwei Drittel ließ er in 93 Bauparzellen zerteilen, die er 1813 versteigerte. Durch die Verbauung dieser Grundstücke entstand eine neue Vorstadt, die den Namen des Freihofs Schaumburgergrund beibehielt und bis 1848 der Grundherrschaft der Familie Starhemberg unterstand. Es entstanden die Straßenzüge der (heutigen) Rainergasse, Schönburgstraße, Kolschitzkygasse, Graf-Starhemberg-Gasse, Schaumburgergasse und Schelleingasse.
Die drei Vorstädte Wieden, Schaumburgergrund und Hungelbrunn wurden schließlich im Jahre 1850 zum heutigen 4. Bezirk Wieden zusammengefasst. Das Starhemberger Wappen ist Teil des heutigen Wiedner Wappens.

## Wappen
Das Wappen des Schaumberggrundes zeigt auf rotem Grund den Stephansturm, umgeben von der starhembergischen Grafenkrone. Diese steht für die Verteidigung Wiens 1683 durch Ernst Rüdiger von Starhemberg, der auf der Wieden das Freihaus besaß.

## Persönlichkeiten
- Joseph Carl Rosenbaum (1770–1829), Sekretär von Fürst Nikolaus II. Esterházy, Initiator des Rosenbaumgartens[2]
- Johann Heinrich Steudel (1825–1891), Politiker